# Agrostia bipunctata
Agrostia bipunctata är en insektsart som beskrevs av Ludwig Redtenbacher 1906. Agrostia bipunctata ingår i släktet Agrostia och familjen Pseudophasmatidae. Inga underarter finns listade i Catalogue of Life.